# Wysznewe (obwód rówieński)
Wysznewe (ukr. Вишневе, pol. Świszczów) – wieś na Ukrainie, w obwodzie rówieńskim, w rejonie dubieńskim. W 2001 liczyła 343 mieszkańców, spośród których 341 posługiwało się językiem ukraińskim, a 2 rosyjskim.
Tak jak cały obecny obwód rówieński, wieś Świszczów znajdowała się w granicach II RP, wchodząc w skład województwa wołyńskiego, powiat dubieński, gmina Kniahinin.